# Abdou Rahman Dampha
Abdou Rahman Dampha (Banjul, 27 dicembre 1991) è un calciatore gambiano, centrocampista del Saint-Dié - Kellermann.